# 1961
Cette page concerne l'année 1961 (MCMLXI en chiffres romains) du calendrier grégorien.
L'année 1961 est une année commune qui commence un dimanche.

## En bref
- 12 avril : premier vol orbital d’un homme dans l’espace, Youri Gagarine, à bord du Vostok 1[1].
- 16 - 20 avril : échec du débarquement de la baie des Cochons à Cuba par les exilés cubains militarisés, soutenus par les États-Unis.
- 21 - 26 avril : putsch des généraux à Alger.
- 2-3 juin : sommet Kennedy-Khrouchtchev à Vienne (Autriche) ; début de la « coexistence pacifique »[2].
- 12 - 13 août : début de la construction du mur de Berlin.
- 17 octobre : ouverture du congrès du Parti communiste de l’Union soviétique (PCUS) consacrant la rupture avec la Chine[3].
- 10 décembre : le prix Nobel de la paix est attribué au Suédois Dag Hammarskjöld à titre posthume[4].

## Relations internationales
- 30 mars : tenue de la convention unique sur les stupéfiants à New York sous l’égide de l’ONU qui prohibe la production, le commerce, la détention et l’usage de la coca, l’opium, du cannabis et leurs dérivés (excepté à des fins médicales) pour les pays signataires[5].
- 28 mai : le quotidien à grand tirage londonien The Observer publie « L’appel pour l’amnistie 1961 », de Peter Benenson. Cette initiative conduit à la fondation du mouvement Amnesty International[6].
- 23 juin : entrée en vigueur du traité sur l’Antarctique[7].
- 1er septembre-6 septembre : Tito organise une conférence des États non-alignés à Belgrade, avec la participation de 25 pays. La Yougoslavie, l’Inde et l’Égypte sont les nations dirigeantes du groupe des pays non-alignés dans ses premières années[8].
- 9 septembre : ajournement de la conférence sur le désarmement nucléaire (Genève), sans la France[9].
- 18 septembre : Dag Hammarskjöld, secrétaire général des Nations unies, meurt dans un accident d’avion en Rhodésie[10].
- 3 novembre : le Birman U Thant, dit « Monsieur U », est nommé secrétaire général des Nations unies[11].
- 20 décembre : résolution de l’ONU sur le statut des corps célestes ; ils peuvent être librement explorés par tous les États et ne sont pas susceptibles d’appropriation nationale[12].

## Événements

### Afrique
- 3 janvier : gouvernement Houphouët-Boigny en Côte d’Ivoire[13].

- 3-7 janvier : la conférence de Casablanca réunit les gouvernements africains les plus « progressistes ». Elle adopte la charte africaine de Casablanca signée par des représentants du Ghana, de la Guinée, du Mali, du Maroc, de la RAU et du GPRA. Elle définit des objectifs supranationaux, dont la création d’un marché commun africain et d’une citoyenneté africaine unique. Elle apporte son soutien aux territoires en lutte pour l’indépendance[14]. Le « groupe de Casablanca » se prononce en faveur du gouvernement de Patrice Lumumba au Congo-Kinshasa[15].

- 17 janvier, crise congolaise : assassinat de Patrice Lumumba, premier ministre du Congo-Kinshasa[16]. Un de ses partisans, Antoine Gizenga, vice-premier ministre du gouvernement continue le gouvernement à Stanleyville (Kisangani).
- 19 janvier : démission de Modibo Keïta. Après avoir mis en place un nouveau cabinet, il se fait réinvestir le lendemain à l’unanimité des votants par l’Assemblée nationale du Mali[17]. En mars, à Ségou, il lance un appel à l’austérité et en octobre, il décide la mise en route du premier plan quinquennal malien[18].
- 20 janvier : Modibo Keïta demande l’évacuation rapide de toutes les bases françaises du Mali[19] (2200 hommes, qui assurent la surveillance de la frontière avec l’Algérie). Ce retrait est achevé en septembre.

- 4 février : début de la rébellion nationaliste en Angola soutenue par l’Union soviétique (1961-1974). Émeute à Luanda où les rebelles attaquent les prisons, suivie d’une insurrection massive de paysans (février-mars)[20]. Les membres du MPLA tuent 2000 colons portugais, ce qui déclenche la guerre d´indépendance (1961-1974)[21]. L´insurrection est matée dans le sang à partir du 5 février.
- 11 février : référendum au Cameroun britannique ; le sud s’unit à la république du Cameroun (ex-Cameroun français) nouvellement indépendante, le nord vote en faveur du rattachement au Nigeria[22].
- 12 février : Léon Mba est élu président du Gabon. Un gouvernement d’Union nationale est formé le 21 février[23].
- 21 février : la résolution 161 du Conseil de sécurité des Nations unies autorise l’Opération des Nations unies au Congo à recourir à la force en dernier recours pour faire cesser les combats au Congo[24].

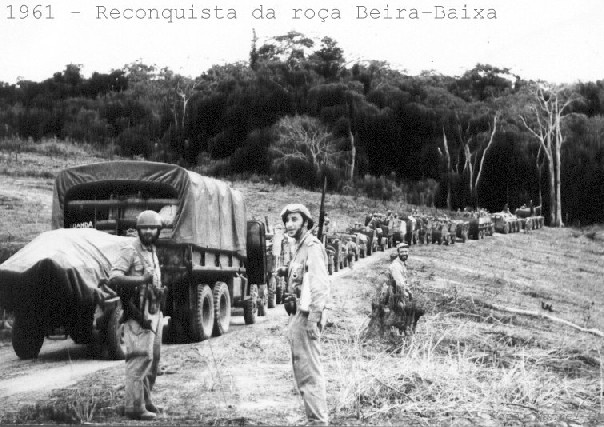
Guerre en Angola : reconquête de Beira Baixa au nord du pays par les Portugais

- 15 mars : l’Union des populations de l’Angola (UPA) de Holden Roberto lance depuis le Congo la grande révolte des Bakongo dans le nord de l’Angola[25]. Plusieurs centaines de Portugais et d’assimilados sont massacrés.
- 30 mars : la constitution du Togo est promulguée[26].
- 25 - 31 mars : IIIe Conférence des Peuples africains au Caire[27].

- 6 avril, Ghana : « Discours à l’aube », discours radiodiffusé de Kwame Nkrumah qui stigmatise la corruption de plusieurs cadres de son parti, le CPP[28].
- 9 avril : Sylvanus Olympio est élu président du Togo[26].
- 13 avril : Salazar prend le ministère de la défense au Portugal et organise une répression sanglante en Angola[29] : 30 000 à 50 000 Africains sont tués et de 150 000 à 200 000 Angolais se réfugient au Congo Léopoldville. Le mouvement se poursuit par des guérillas dans le nord et dans l’est du pays[30].
- 26 avril : arrestation de Moïse Tshombe, emprisonné à Léopoldville jusqu’au 22 juin ; l’État du Katanga est gouverné par un collège constitué du vice-président Jean-Baptiste Kibwe, le ministre de l’éducation nationale Joseph Kiwele et le ministre de l’intérieur Godefroid Munongo[31].
- 27 avril : indépendance de la Sierra Leone[32].
- 29 avril : signature à Accra d’une « charte de l’Union des États africains » par les chefs d’État de la Guinée, du Ghana et du Mali[33]. Elle ne se réalisera pas.

- 1er mai : Julius Nyerere (TANU), Premier ministre du Tanganyika devenu autonome[34].
- 2 mai : André Malraux, ministre d’État aux Affaires culturelles se rend à Bamako pour normaliser la situation entre la France et le Mali[35]. Quelques jours plus tard, Modibo Keïta propose l’ouverture de négociations bilatérales, qui sont conduites à Londres alors que la France évacue la base de Kati (8 juin). Les bases de Tessalit (8 juillet), de Gao (2 août) et de Bamako (5 septembre) sont évacuées[36].
- 8 - 12 mai : conférence de Monrovia (21 participants) réunie à l’initiative de sir Abubakar Tafawa Balewa, Premier ministre du Nigeria. Elle prône le renforcement des États-nations en affirmant l’égalité absolue entre eux, la non-ingérence dans les affaires intérieures de chacun, le respect de leur souveraineté et la nécessité de coopérer au sein d’organismes consultatifs. Elle préconise le maintien des relations avec les anciennes métropoles et propose l’introduction du français et de l’anglais aux côtés des langues nationales[37].
- 10 mai : Charles Swart est élu président de la république d’Afrique du Sud[38].
- 15 - 25 mai : à la conférence d’Addis-Abeba organisée par l’UNESCO, les représentants des États participants se donnent pour objectif la scolarisation universelle à la fin des années 1970[39].
- 25 - 30 mai : congrès constitutif de l’USPA (Union syndicale panafricaine) à Casablanca[40].
- 31 mai : entrée en vigueur de la nouvelle Constitution sud-africaine. l’Union d'Afrique du Sud cède la place à la république d’Afrique du Sud et quitte le Commonwealth plutôt que de renoncer au principe d’inégalité raciale[41].

- 20 juin : la constitution somalienne est adoptée par référendum[42].

- 9-11 juillet : premier congrès du United National Independence Party (UNIP). Kenneth Kaunda lance une campagne de désobéissance civile en Rhodésie du Nord (Cha-cha-cha campaign). La situation devient insurrectionnelle dans le Nord de la fédération de Rhodésie et au Nyassaland[43].

- 14 août : libération de Jomo Kenyatta après neuf ans de détention, après que la KANU, victorieuse aux élections de février, a conditionné la formation d’un gouvernement responsable à sa libération ; il prend la direction du parti le 28 octobre[44]. Le Kenya obtient son indépendance en 1964.
- 15 août : gouvernement noir au Nyassaland après la victoire du Parti du congrès du Malawi aux législatives[45].
- 20 août : Moktar Ould Daddah est élu le président de Mauritanie (fin en 1978)[46].

- 28 août : opération « Rumpunch » menée par l’ONUC contre Élisabethville pour en déloger les mercenaires. Le succès est partiel[47].

- 1er septembre : un groupe de onze anciens soldats érythréens mené par Hamid Idris Awate attaque un poste de police. Début de l’insurrection de l’Érythrée contre l’Éthiopie sous la direction du FLE (Front de libération de l’Érythrée). Le conflit dure trente ans[48].
- 6 septembre : décret-loi n° 43.893. Les habitants de l’empire colonial portugais accèdent à la citoyenneté portugaise[49].
- 11 septembre : constitution par les États africains « modérés » du Groupe de Brazzaville de l’Union africaine et malgache (UAM) à la conférence de Tananarive (6-12 septembre)[50].
- 13 septembre : échec de l’opération « Morthor » menée par l’ONUC pour arrêter les dirigeants sécessionnistes du Katanga (Tshombe, Munongo, Kibwe et Mutaka ). Seul Kibwe est fait prisonnier[47].

- 17 septembre : reddition de 158 soldats de l’ONUC (dont 155 irlandais) assiégés à Jadotville par l’armée katangaise[24].
- Nuit du 17 au 18 septembre : le secrétaire général des Nations unies Dag Hammarskjöld est tué dans un accident d’avion près de Ndola, en Rhodésie du Nord[24].
- 18 et 25 septembre : élections supervisées par l’ONU au Burundi[51] et au Ruanda[52].

- 1er octobre : réunification du Cameroun[22]. Le 11 novembre, le président Ahmadou Ahidjo se prononce pour la constitution d’un parti national unifié[53].
- 18 octobre : victoire du Parti national aux élections législatives sud-africaines[54].

- 9 - 20 novembre : voyage de la reine Élisabeth II au Ghana[55].
- 25 novembre : début de la répression du « Complot des enseignants » en Guinée[56]. Le régime élabore la théorie du « complot permanent » auquel il répond par la terreur symbolisée par les « pouvoirs révolutionnaires locaux » et le « camp Boiro » où sont internés les opposants[57].

- 6 décembre : constitution en Rhodésie du Sud, négociée avec le Royaume-Uni, qui institue une assemblée élue sur la base des « races », avec 50 sièges pour les colons blancs et 15 pour les Africains[58].
- 9 décembre : indépendance du Tanganyika au sein du Commonwealth. Julius Nyerere chef de l’État[34].
- 11 décembre : Sir Albert John Lutuli (Afrique du Sud) reçoit à Oslo le prix Nobel de la paix pour 1960[59].
- 19 décembre : l’ONU forme un comité spécial d’enquête sur les territoires portugais d’Afrique[60].
- 21 décembre : accords de Kitona entre Moïse Tshombe et Cyrille Adoula. Par une déclaration en huit ponts, Tshombe renonce à l’indépendance du Katanga et reconnait Joseph Kasa-Vubu comme président du Congo[61].

#### Afrique du Nord
- 8 janvier : référendum français sur l’autodétermination de l’Algérie. La politique du général de Gaulle est approuvée par près de 75,2 % des suffrages exprimés en métropole et par 69,1 % en Algérie[62].
- 25 janvier : l’avocat Pierre Popie est assassiné (premier meurtre revendiqué par les fondateurs de l’OAS)[62].
- 11 février : création à Madrid de l’Organisation armée secrète (OAS) par Pierre Lagaillarde et Jean-Jacques Susini pour défendre l’Algérie française[63].

- 3 mars : intronisation du roi Hassan II après la mort à Rabat du roi Mohammed V du Maroc le 26 février ; le 4 mars, Hassan II prend la tête du gouvernement[64].

- 10 avril : le premier tract de l’OAS est distribué à Alger. « L’OAS frappe où elle veut et quand elle veut »[62].

- 21 - 26 avril : tentative de putsch des généraux à Alger. Dans la nuit du 21 au 22 avril les généraux Challe, Jouhaud, Zeller, rejoint par le général Salan le 23 avril, parviennent à soulever plusieurs régiments dans un coup de force pour s’opposer à la politique algérienne du général de Gaulle. Le 1er régiment étranger de parachutistes commandé par Hélie de Saint-Marc prend le contrôle de la ville. Le putsch durera quatre jours avant son échec[62].
- 23 avril : dans une allocution télévisée, Charles de Gaulle condamne le « quarteron des généraux en retraite » et s’attribue les pleins pouvoirs en vertu de l’article 16 de la Constitution[62].
- 25 avril : opération gerboise verte, dernier essai nucléaire français atmosphérique tiré à Reggane en Algérie[65].
- 25-26 avril : la sédition des généraux prend fin : Gouraud, Challe, puis Zeller se constituent prisonniers[62].

- 20 mai-13 juin : échec de la première conférence d’Évian sur l’Algérie[66].

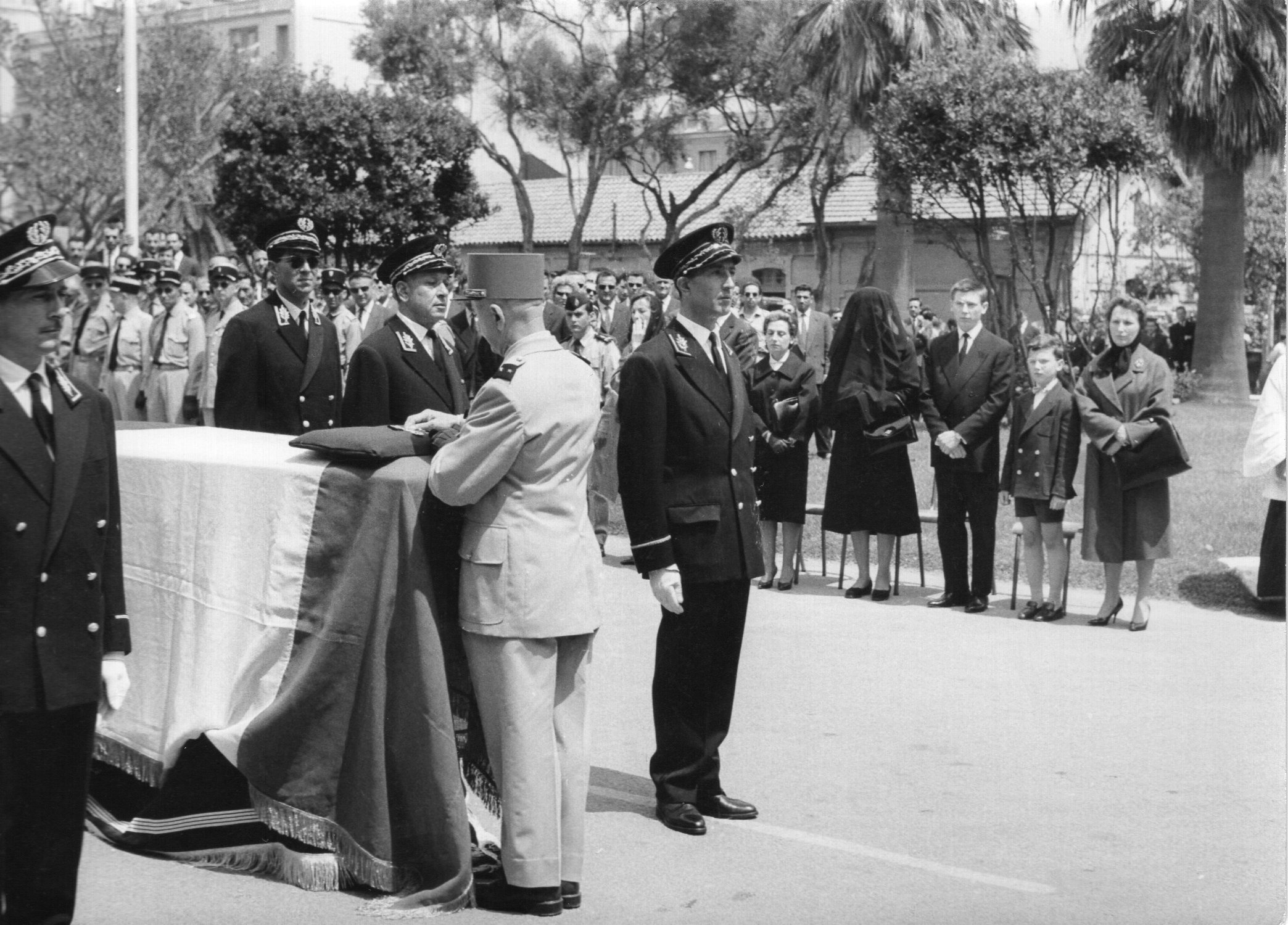
3 juin : obsèques de Roger Gavoury, premier fonctionnaire français tué par l’OAS le 31 mai.

- 29 mai : le général Salan prend la tête de l’Organisation armée secrète[67].

- 5 juillet : sanglants affrontements dans la région de Constantine et d’Alger à l’occasion de la journée nationale contre la partition du pays organisée par le FLN[68].
- 11 juillet : les généraux Raoul Salan, Edmond Jouhaud et Paul Gardy sont condamnés à mort par contumace par le Haut Tribunal militaire[69].
- 12 juillet : dans un discours radiotélévisé, De Gaulle déclare « La France accepte sans aucune réserve que les populations algériennes constituent un État entièrement indépendant »[66].
- 17 - 22 juillet, Tunisie : crise de Bizerte. Revendiquant la base de Bizerte, le président Bourguiba poste ses troupes autour des installations françaises : un affrontement sanglant s’ensuit. La Tunisie rompt les relations diplomatiques avec la France et saisit le Conseil de sécurité des Nations unies (résolution 164). Le 29 septembre, un accord prévoit l’évacuation de la base par la France[70].

- 29 août : De Gaulle adresse ses instructions au premier ministre Michel Debré et au ministre d’État, chargé des affaires algériennes, Louis Joxe : « Vis-à-vis de l'Algérie, notre politique est celle du dégagement »[71]. Depuis le début du mois de juillet, les troupes françaises se retirent progressivement d’Algérie[72].

- 5 septembre : de Gaulle admet les prétentions algériennes sur le Sahara. La négociation avec le Gouvernement provisoire de la République algérienne (GPRA) reprend le 9 décembre[66].
- 11 - 12 septembre : graves incidents dans le quartier juif d’Oran[73].
- 12 septembre : graves incidents à Bab El-Oued[74].

- 2-20 novembre : Ben Bella et les détenus algériens en France font la grève de la faim pour obtenir le statut de prisonnier politique[75].

### Amérique
- 4 janvier : rupture des relations diplomatiques entre les États-Unis et Cuba à la suite de l’expulsion de diplomates américains en poste à la Havane. Eisenhower transmet le dossier à Kennedy, qui donne le feu vert à l’invasion, à condition qu’aucune force nord-américaine ne soit impliquée[76].
- 20 janvier : début de la présidence démocrate de John Fitzgerald Kennedy aux États-Unis (fin en 1963)[77].

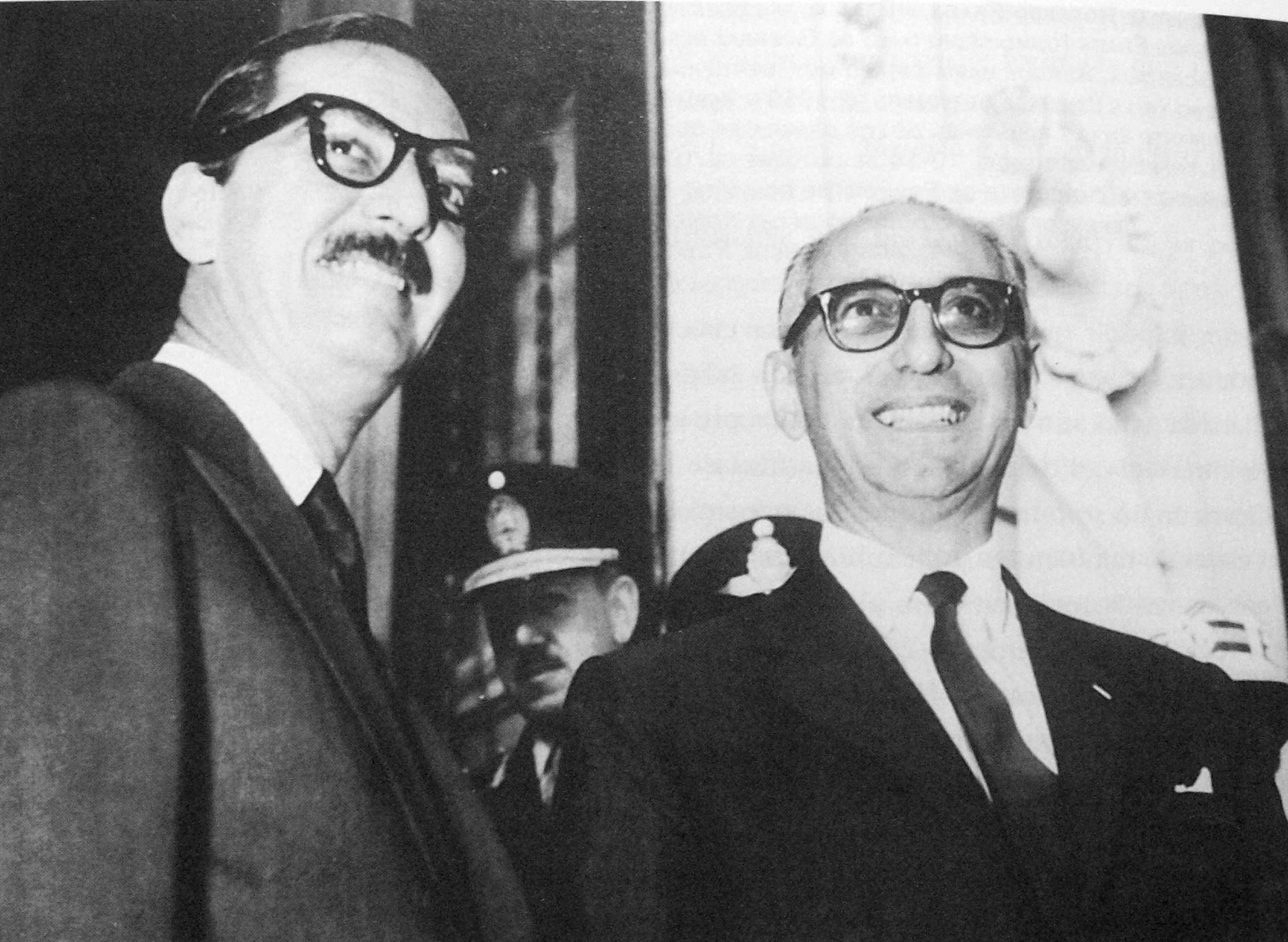
Janio Cuadros et Arturo Frondizi le 21 avril 1961

- 31 janvier : Jânio da Silva Quadros, (UDN), président de la république au Brésil[78]. Il doit affronter une situation économique délicate.

- 23 février : Ernesto Guevara devient ministre de l’industrie à Cuba[79]. Il élabore un plan de restructuration, dans l’idée de rompre la dépendance économique de Cuba à l’égard des exportations de sucre, de diversifier la production agricole et d’industrialiser le pays. La production de sucre tombe de 6,8 millions de tonnes en 1961 à 4,8 en 1962 et 3,8 en 1963, privant le pays de précieuses devises. L’industrialisation est handicapée par l’embargo nord-américain[76].

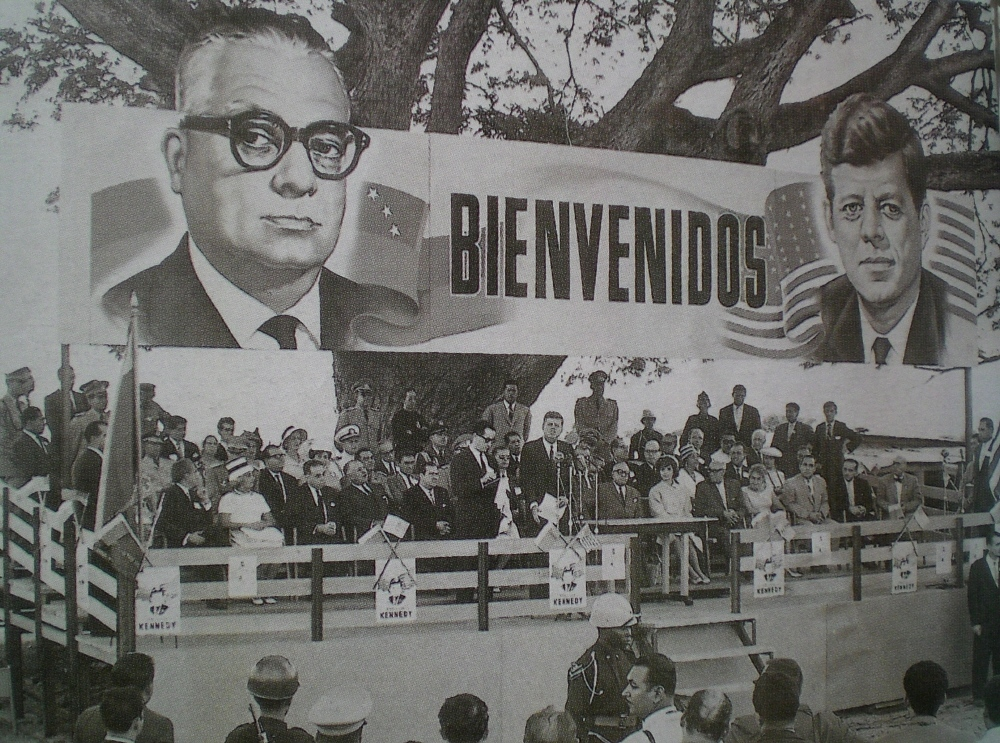
John F. Kennedy et Rómulo Betancourt, lors d’une réunion officielle au Venezuela dans le cadre de l’Alliance pour le Progrès, le 16 décembre 1961.

- 13 mars : le président Kennedy propose à l’Amérique latine une « Alliance pour le Progrès » afin de promouvoir conjointement le développement économique, engager des réformes structurelles, instaurer ou consolider la démocratie[80]. Le lendemain, il demande au Congrès des États-Unis l’autorisation de créer un Fond interaméricain de progrès social[76].

- 14 avril : plébiscite de François Duvalier lui permettant de commencer un nouveau mandat le 22 mai et de rester au pouvoir à Haïti jusqu’en 1967[81].
- 15 avril : des B26 américains bombardent les bases castristes
- 17 avril : débarquement de la baie des Cochons. Un millier d’opposants au régime castriste, bénéficiant de l’aide de la CIA, tentent un débarquement armé. Les attaquants sont attendus par les troupes de Castro et ne reçoivent aucune aide aérienne de la part des États-Unis. L’opération se révèle un fiasco et a pour conséquence un rapprochement officiel de Fidel Castro avec l’Union soviétique. La veille de l’attaque, il a proclamé le caractère « socialiste » de la révolution cubaine et Khrouchtchev lui assure son soutien inconditionnel. Le gouvernement des États-Unis décrète un blocus[76].
- 25 avril : création au Brésil d’une société nationale, Eletrobrás, pour contrôler la production et la distribution d’électricité[82].

- 1er mai : Cuba devient une république démocratique socialiste[83].

- 30 mai : assassinat de Trujillo en République dominicaine, ouvrant une période d’instabilité politique[84]. Longtemps écartée du pouvoir, la bourgeoisie se rue sur les biens du dictateur déchu.

- 23 juillet : fondation du Front sandiniste de libération nationale au Nicaragua, qui mène des actions insurrectionnelles[85].

- 5 - 17 août : conférence exceptionnelle du Conseil interaméricain économique et social de l’OEA à Punta del Este, en Uruguay. Après le fiasco de l’intervention à Cuba, Kennedy présente ses projets d’« Alliance pour le progrès ». Deux documents sont signés : le premier, la Déclaration des peuples d’Amérique, fixe un certain nombre d’objectifs généraux détaillés dans le second, la Charte de Punta del Este[76]. La rhétorique de l’Alliance pour le progrès concernant la démocratie ne sera guère suivie d’effet et sera même contre-productive. À l’opposée, l’assistance militaire fait des progrès considérables. Elle passe de 65 millions par an pour l’Amérique latine entre 1953 et 1961 à 172 millions pour les trois années de l’administration Kennedy. L’aide économique est singulièrement accrue, passant d’une moyenne annuelle de 204 millions de dollars sous la présidence d’Eisenhower à 1,3 milliard entre 1962 et 1965.
- 23 août, Brésil : le journaliste Carlos Lacerda dénonce à la télévision de São Paulo un coup d’État qu’aurait préparé le président Quadros. Le 24 août, il fait de même à la télévision de Rio[78].
- 25 août : le Président brésilien Jânio Quadros renonce à la présidence et quitte Brasilia, laissant une lettre accusant les forces occultes et étrangères. Le vice-président João Marques Goulart, ancien ministre du Travail de Getúlio Vargas qui se trouvait en Chine, revient en hâte, et trouve un compromis avec l’armée : l’armée laisse Goulart accéder à la présidence, mais la Constitution est amendée (2 septembre). De présidentiel, le régime devient parlementaire. Goulart entre en fonction le 7 septembre et Tancredo Neves forme le gouvernement le 8 septembre[78].

- 19 septembre : référendum en Jamaïque, qui choisit de quitter la Fédération des Indes occidentales[86].

- 7 novembre : les militaires mettent un terme au quatrième mandat du dirigeant populiste Velasco en Équateur. Le vice-président Carlos Julio Arosemena Monroy lui succède le 9 novembre. Il fait preuve de nationalisme et d’inclinaisons à gauche (fin le 11 juillet 1963)[87].
- 30 novembre : opération Mongoose de la CIA contre le gouvernement cubain[88].

- 2 décembre : Fidel Castro se déclare marxiste-léniniste[89].

### Asie et Pacifique
- 28 janvier : au Cambodge, Penn Nouth est nommé Premier ministre[90].
- 9 mars : première compétition internationale de récitation du Coran à Kuala Lumpur[91].
- 23 mars : le 14e dalaï lama refonde l’institut de médecine et d’astrologie tibétaine à Dharamsala en Inde[92].

- 11 mai : cessez-le-feu au Laos[93].
- 16 mai :

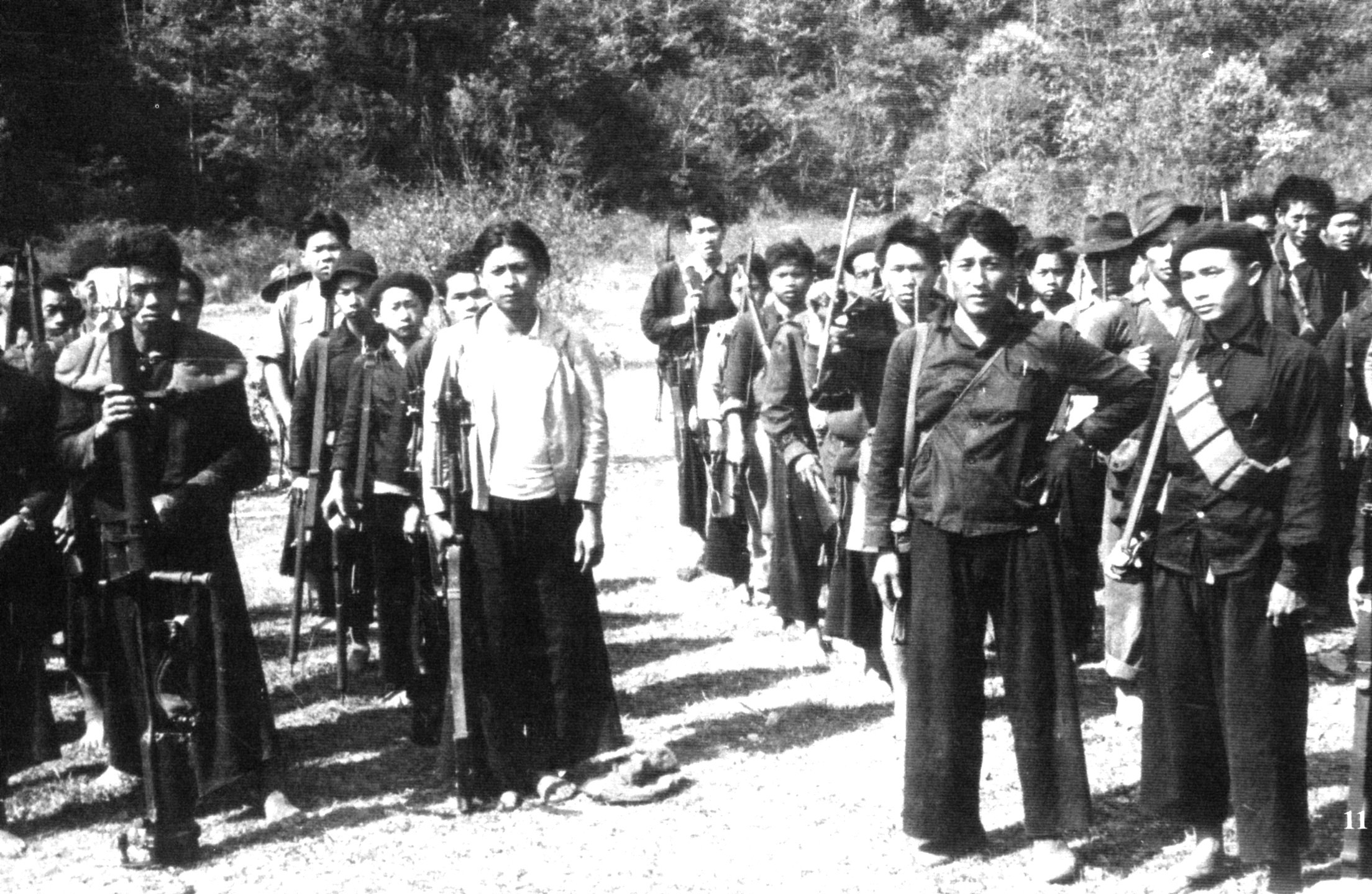
Guérilleros anticommunistes Hmongs au printemps 1961, pendant la guerre civile laotienne.

  - ouverture de la Conférence de Genève sur le Laos (fin en juillet 1962)[93].
  - coup d’État militaire en Corée du Sud. Un gouvernement militaire mené par le général Park Chung-hee gouverne par décret la Corée du Sud jusqu’en octobre 1963, quand Park Chung-hee est élu président. Il reste au pouvoir jusqu’à sa mort en 1979[94]. Début de la dictature militaire (fin en 1988).
- 20 mai : le gouvernement indien fait voter une loi interdisant d’exiger une dot pour conclure un mariage, le Dowry Prohibition Act (en)[95].
- 27 mai : Tunku Abdul Rahman propose d’élargir la fédération de Malaisie à Singapour, Sarawak, Sabah (Nord-Bornéo) et Brunei[96].

- 12 juin : promulgation de la loi fondamentale sur l’agriculture au Japon[97].
- 22 juin : accord de Zurich permettant l’installation d’un gouvernement d’union nationale au Laos[93].
- 29 juillet : Wallis-et-Futuna devient un territoire d'outre-mer.

- 6 septembre : rupture des relations diplomatiques et fermeture des frontières entre l’Afghanistan et le Pakistan sur la question du Pachtounistan (fin le 28 mai 1963)[98].

- 27 octobre : l’Union soviétique soutient la candidature de la Mongolie à l’ONU[99].

- 17 novembre : au Cambodge, Norodom Sihanouk se nomme Premier ministre[90].

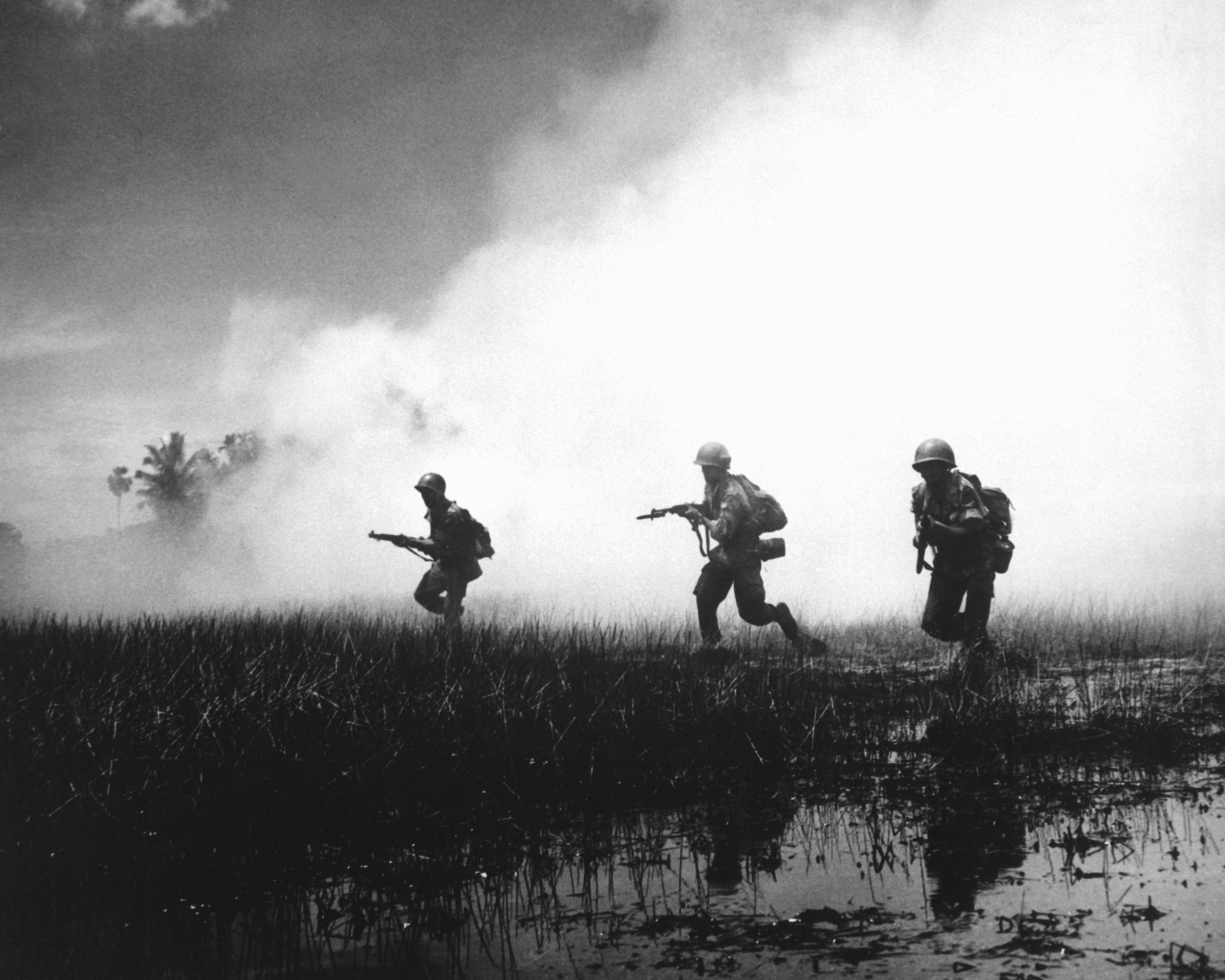
Guerre du Viêt Nam : l’ARVN en action (photographie de 1961).

- 18 novembre : Kennedy envoie 18 000 conseillers militaires américains à Saigon pour aider le gouvernement sud-vietnamien dans sa lutte contre le Front national de libération du Sud Viêt Nam[100].

- 1er décembre : le Conseil de la Nouvelle-Guinée occidentale créé par les Pays-Bas, qui est la puissance coloniale, hisse un nouveau drapeau, l’« Etoile du matin »[101].
- 9 décembre : élections fédérales australiennes[102].
- 11 décembre : arrivée du premier contingent d’hélicoptères de combat américain à Saigon[100]. Début de l’engagement américain (15 000 hommes) au Viêt Nam.
- 18 et 19 décembre : annexion de Goa, Daman et Diu (territoires portugais) à l’Inde avec l’intervention de l’armée (opération Vijay, combat de Mormugão)[103].
- 20 décembre : résolution 1723 de l’Assemblée générale des Nations unies sur la situation au Tibet à la suite des appels du 14e dalaï lama[104].

### Proche-Orient
- 15-21 janvier : le Qatar adhère à l’OPEP à la suite d’une décision de la conférence de Caracas[105].

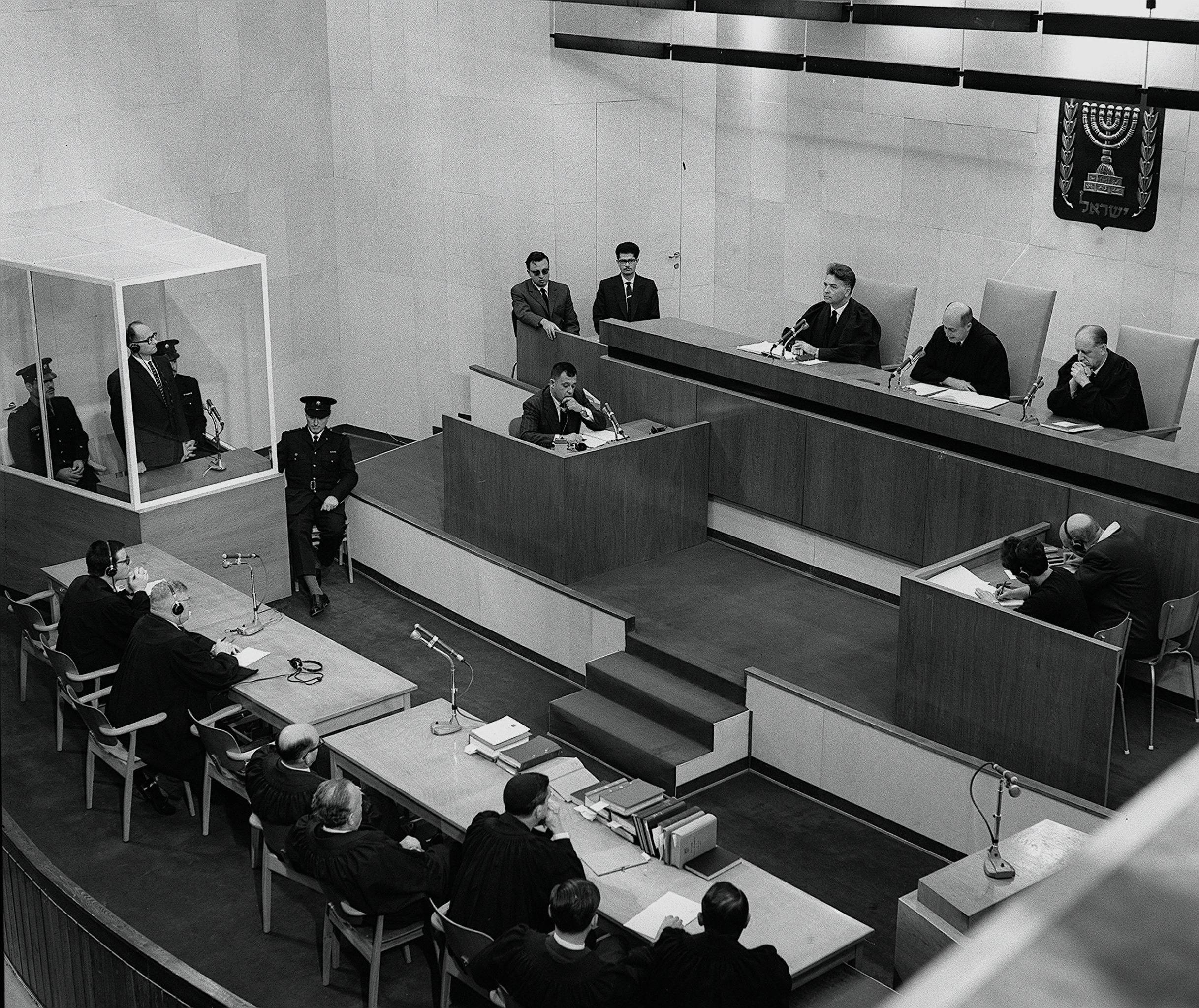
11 avril-15 décembre : procès Adolf Eichmann, qui est condamné à mort.

- 11 avril : début du procès Adolf Eichmann en Israël[106].

- 11 mai : le président américain Kennedy adresse une lettre aux principaux dirigeants arabes, qui lance une initiative de paix pour le Moyen-Orient. Il souhaite l’application des recommandations de l’ONU sur les réfugiés palestiniens et la résurrection de la Commission de conciliation de 1949. Les réfugiés arabes pourraient se voir octroyer le droit d’émigrer en Amérique du Nord, en Amérique latine et en Australie, sauf 25 % qui rentreraient en Israël[107]. David Ben Gourion refuse tout retour de réfugiés avant le règlement durable de l’ensemble de la question. Il se rend aux États-Unis (entrevue du Waldorf-Astoria le 30 mai) et recherche une intervention américaine contre les livraisons d’armes de l’Union soviétique à la RAU[108]. En septembre, Kennedy désigne un émissaire spécial au Moyen-Orient, Joseph Johnson, chargé d’étudier la question des réfugiés palestiniens sur la base des propositions américaines. Nasser s’affirme favorable au plan américain. Washington se rapproche de Tel-Aviv, malgré la question de l’armement nucléaire israélien.

- 19 juin : le Koweït accède à l’indépendance après abrogation du traité de protectorat de 1899[109].
- 25 juin : le premier ministre irakien Qasim envoie un mémorandum à la Ligue arabe qui revendique « le territoire koweïtien comme partie intégrante de l’Irak » et menace de l’occuper militairement. Le Koweït fait appel à la Grande-Bretagne qui débarque des troupes 1er juillet[109],[110]. Le Conseil de sécurité des Nations unies se réunit du 2 au 7 juillet, mais le veto de l'URSS empêche toute résolution. La Ligue arabe accueille le Koweït le 20 juillet et le 10 septembre les troupes arabes remplacent les britanniques.

- 20 juillet : Nasser nationalise les banques, les compagnies d’assurances et de nombreuses autres sociétés industrielles en Égypte[111].
- 25 juillet : une nouvelle loi de réforme agraire est promulguée en Égypte. Le plafond de la superficie des propriétés est réduit à 42 ha. Les cultures sont réglementées par l’État et encadrées par des coopératives agricoles[112].
- 17 août : le gouvernement de la République arabe unie est entièrement centralisé en Égypte[111].
- 11 septembre : début de la révolte kurde en Irak. Qasim soutient les opposants au dirigeant kurde Barzani, qui réplique en prenant le maquis et demande l’autonomie du Kurdistan. En septembre, les organisations kurdes sont interdites et l’armée entame une répression contre les forces de Barzani. Devant la situation, les officiers kurdes de l’armée démissionnent et s’engagent auprès de Barzani. La guérilla kurde est efficace et l’armée irakienne ne parvient à contrôler que les principales agglomérations. Le régime de Qasim en sort affaiblit[113].
- 28 septembre : la centralisation du gouvernement de la République arabe unie, décidée le 17 août provoque un coup d’État à Damas. L’armée syrienne s’empare du pouvoir. Nasser refuse une épreuve de force et rapatrie tous les Égyptiens présents en Syrie. La RAU est dissoute le 5 octobre[111].

- 15 octobre : élections législatives en Turquie[114].
- 18 octobre : nouveau gouvernement en Égypte, sans représentation syrienne[111].
- 24 octobre, Arabie saoudite : inauguration de l’université islamique de Médine, chargée de former des missionnaires pour répandre le Wahhabisme[115]. les États-Unis soutiennent la politique de prédication des wahhabites qui leur apparaît comme un moyen de combattre l’arabisme révolutionnaire et le marxisme.
- 15 décembre, Israël : à Jérusalem, le nazi Adolf Eichmann est condamné à mort après un procès de 8 mois[106].
- 31 décembre : échec d’une tentative de prise de pouvoir par le Parti social nationaliste syrien au Liban[116].

### Europe
- 22-23 janvier : détournement du paquebot Santa Maria par le capitaine Henrique Galvão pour attirer l’attention sur le régime de l’Estado Novo au Portugal[117].
- 31 janvier, Portugal : la préparation des élections permet de mettre au point un « programme pour la démocratisation de la République », rendu public le 11 mai par une conférence de presse. Le gouvernement interdit la publication de ce document jugé diffamatoire et subversif. Les principaux signataires sont poursuivis[118].

- 10 et 11 février : les 6 États-membres de la CEE veulent une union politique[119].

- 21 mars : Gheorghe Gheorghiu-Dej devient président du Conseil d’État en Roumanie[120].
- 31 mars : recensement en Yougoslavie[121]. À cette occasion, les musulmans de Bosnie-Herzégovine obtiennent un statut ethnique distinct pour les mettre sur un pied d’égalité avec les Serbes et les Croates[122].

- 15 avril : élections législatives polonaises[123].
- 25 avril : gouvernement de Théo Lefèvre en Belgique (fin en 1965)[124].
- 26 avril : l’aide économique soviétique à l’Albanie est officiellement suspendue[125].

- 15 mai : encyclique Mater et Magistra du pape Jean XXIII sur les questions sociales[126]. Renouvellement de l’enseignement social de l’Église.

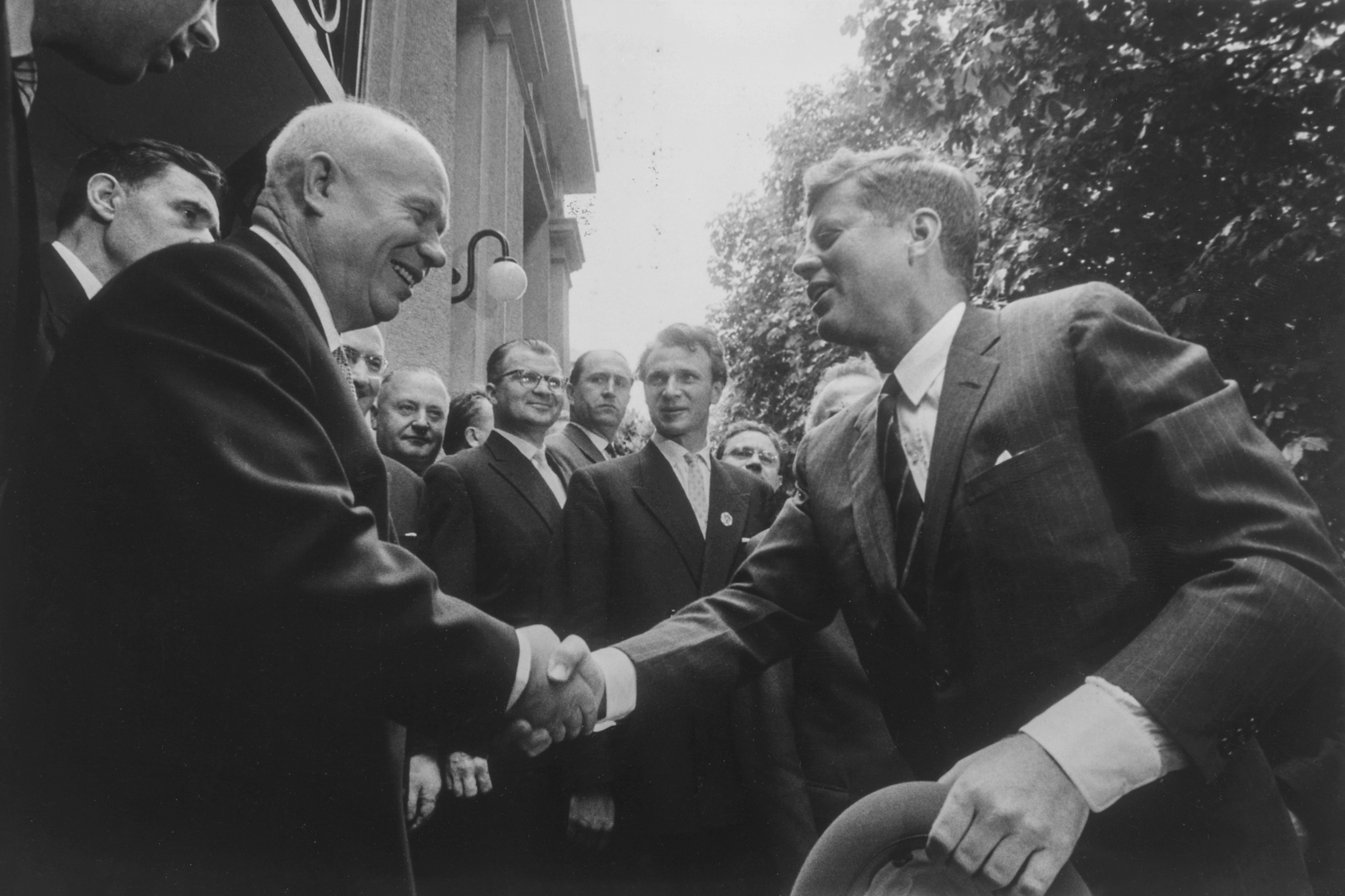
4 juin : entrevue de Kennedy et Khrouchtchev

- 4 juin : entrevue de Kennedy et Khrouchtchev à Vienne. Le dirigeant soviétique annonce son intention de signer un traité de paix avec la RDA, qui rendrait caducs les droits d’accès aérien et terrestres occidentaux à Berlin-Ouest. Kennedy réagit fermement et demande en juillet au Congrès des États-Unis le droit de rappeler 250 000 réservistes. Après la construction du mur de Berlin, Khrouchtchev annonce qu’il renonce pour le moment à la signature d’un tel traité[80].

- 5 août : les ministres des Affaires étrangères occidentaux réunis à Paris décident de maintenir par tous les moyens la présence à Berlin de leurs troupes, la liberté de la population et le libre accès à la ville[127].
- 9 août : Harold Macmillan demande formellement l’adhésion du Royaume-Uni à la CEE[119].

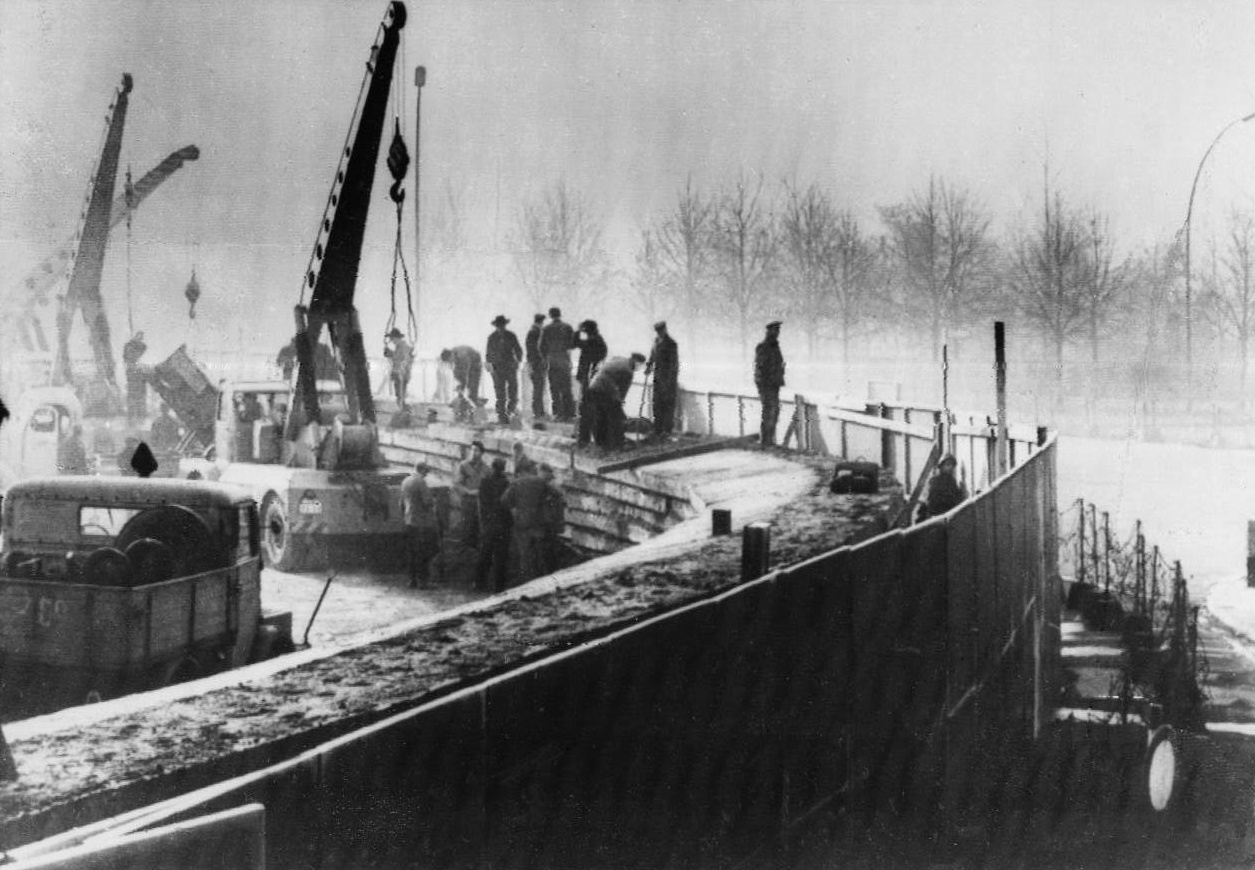
20 novembre : construction du Mur de Berlin

- Nuit du 12 au 13 août : construction d’un réseau de barbelés qui coupe Berlin en deux, ce qui va devenir le mur de Berlin quand le béton commencera à remplacer le fil de fer, deux jours plus tard. Les autorités est-allemandes veulent ainsi mettre un terme à l'exode massif des Berlinois de l’Est vers l’ennemi de l’Ouest. Le mur tombera après vingt-huit ans et plus de deux cent trente-huit morts, le 9 novembre 1989, événement marquant le début de la fin de l’empire soviétique et de facto celui de la guerre froide.

- 1er septembre : reprise des essais nucléaires soviétiques dans l’atmosphère[128].
- 11 septembre : 
  - fondation à Lisbonne de la Lisnave (pt), chantier naval le plus important du monde occidental[129].
  - élections législatives norvégiennes[130].
- 17 septembre : élection du 4e Bundestag en Allemagne de l’Ouest[131].

- 17 octobre : massacre d’indépendantistes algériens lors d’une manifestation à Paris[132].
- 17-31 octobre : XXIIe Congrès du Parti communiste de l’Union soviétique à Moscou. Khrouchtchev réitère certaines de ses accusations contre Staline et fait retirer sa dépouille du mausolée où il reposait au côté de Lénine. Il obtient également l’exclusion du parti des staliniens qui s’étaient opposés à lui en 1957[133].

- 18 octobre : la charte sociale européenne est signée à Turin[134].

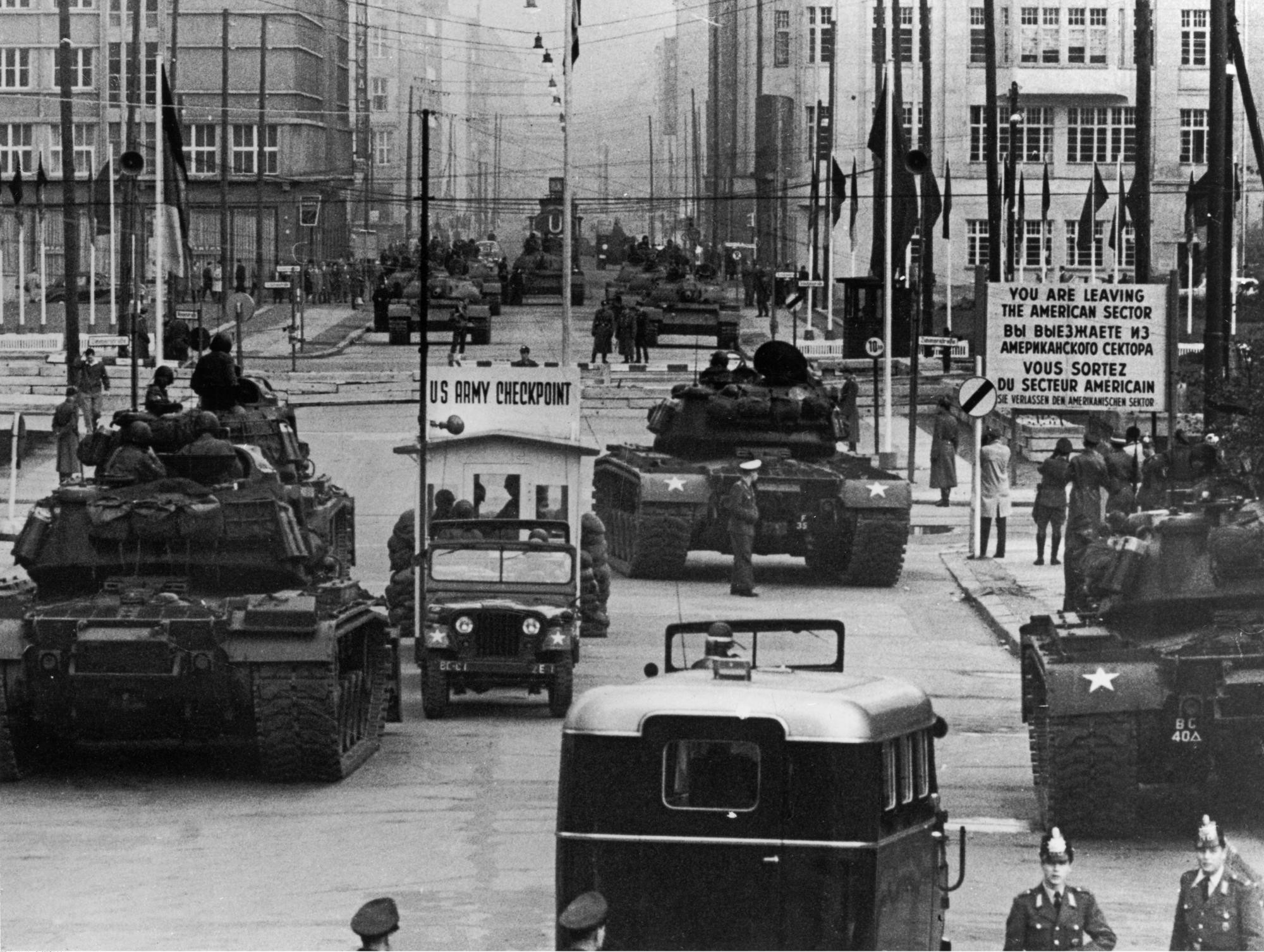
27 octobre : face à face entre chars soviétiques et américains à Checkpoint Charlie.

- 27 octobre : à Checkpoint Charlie à Berlin, face à face de deux colonnes de chars d’assaut américains et soviétiques 16 heures durant[135].
- 29 octobre : les élections législatives en Grèce reconduisent la majorité absolue à l’Union nationale radicale de Constantin Caramanlis sur fond d’irrégularités ; l’Union du centre de Geórgios Papandréou émerge avec 33,65 % des suffrages[136].
- 30 octobre: explosion au-dessus de l’archipel arctique soviétique de Nouvelle-Zemble de Tsar Bomba, la bombe nucléaire la plus puissante jamais mise au point par l’homme[137].

- 14 novembre : cabinet Adenauer IV en RFA[138].
- 28 novembre : reprise de la conférence de Genève sur le désarmement, Khrouchtchev réclame la présence de la France[139].

- 10 décembre: rupture des relations diplomatiques entre l’URSS et la république populaire d’Albanie[3] ; l’Albanie pratique une politique prochinoise.
- 31 décembre : tentative de putsch militaire à Béja au Portugal[140].

## Décès en 1961

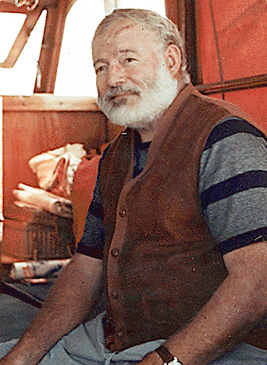
Ernest Hemingway.

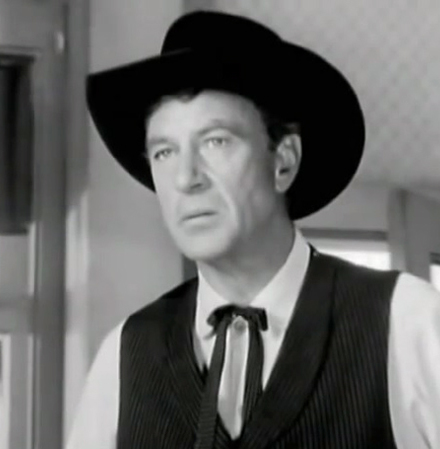
Gary Cooper

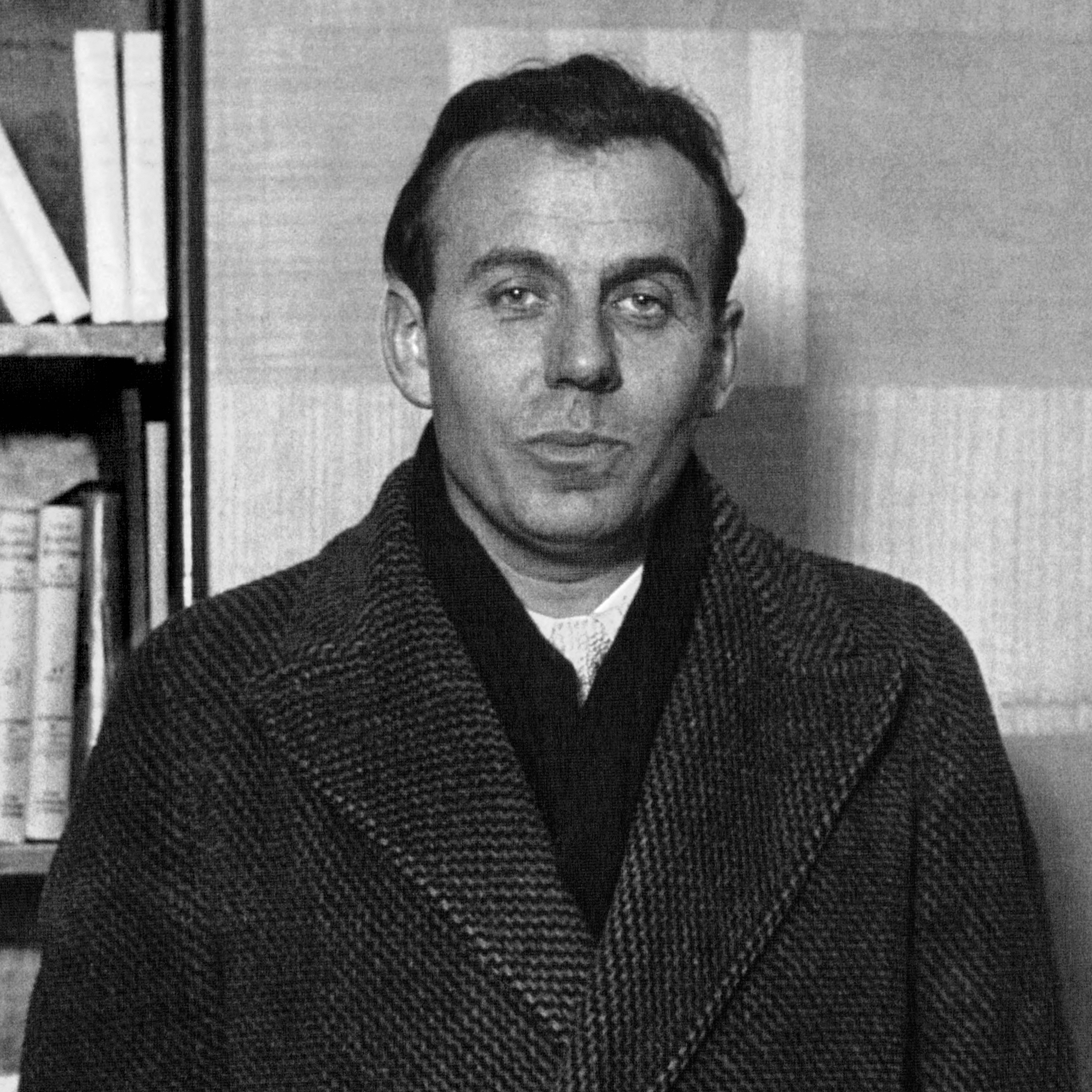
Louis-Ferdinand Céline

Personnalités majeures décédées en 1961
- 10 janvier : Dashiell Hammett (romancier américain)
- 17 janvier : Patrice Lumumba (homme politique congolais)
- 21 janvier : Blaise Cendrars (écrivain français d'origine suisse)
- 26 février : Mohammed V (sultan puis roi du Maroc)
- 3 mai : Maurice Merleau-Ponty (philosophe français)
- 13 mai : Gary Cooper (acteur américain)
- 6 juin : Carl Gustav Jung (psychiatre suisse)
- 1er juillet : Louis-Ferdinand Céline (écrivain français)
- 2 juillet : Ernest Hemingway (écrivain américain)
- 1er septembre : Eero Saarinen (architecte et designer américain d'origine finlandaise)
- 11 octobre : Chico Marx (acteur américain)
- 14 octobre : Paul Ramadier (homme politique français)